# 31-ша ракетна армія (РФ)
31-ша ракетна армія (31 РА) (Військова частина 29452) — оперативне об'єднання (ракетна армія) у складі Ракетних військ стратегічного призначення, штаб в Оренбурзі. Є єдиною в світі армією, що здійснює пуски міжконтинентальних балістичних ракет з виносом космічних апаратів у позаземний простір з позиційного району ракетної дивізії.

## Історія
Управління армії сформовано 8 червня 1970 року на базі 18-го окремого ракетного корпусу, відповідно до директиви Головнокомандувача РВСП від 23 квітня 1970 року.

## Командири
- 27 червня 1970 — 5 червня 1979 — Герой Радянського Союзу генерал-полковник Шевцов Іван Андрійович
- 5 червня 1979 — 8 листопада 1985 — генерал-полковник Герасимов Володимир Іванович
- 8 листопада 1985 — 7 серпня 1988 — генерал-майор (з 17 лютого 1986 — генерал-лейтенант) Чичеватов Микола Максимович
- 7 серпня 1988 — 2 листопада 1993 — генерал-майор (з 20 лютого 1990 — генерал-лейтенант) Пустовий Ігор Васильович
- 4 листопада 1993 — 22 червня 2002 — генерал-майор (з 6 травня 1994 — генерал-лейтенант) Борзенков Анатолій Сергійович
- 22 червня 2002 — 12 жовтня 2007 — генерал-майор (з 2003 генерал-лейтенант) Кононов Юрій Євгенович
- 12 жовтня 2007 — 4 вересня 2010 — генерал-майор (з 2010 генерал-лейтенант) Рева Іван Федорович
- З 4 вересня 2010 — генерал-майор (з червня 2013 генерал-лейтенант) Кулай Анатолій Григорович

## Склад
До складу 31-ї ракетної армії входять 3 дивізії:
- 8-ма ракетна Мелітопольська Червонопрапорна дивізія (ЗАТО Первомайський (Юр'я-2))
- 13-та ракетна Оренбурзька Червонопрапорна дивізія (Ясний-4)
- 42-га ракетна Тагільська дивізія (ЗАТО Свободний, за 35 км від Нижнього Тагілу й за 15 км від Верхньої Салди).

## Озброєння
На бойовому чергуванні дивізій стоять ракетні комплекси Р-36М2 (у Ясному-4). РС-24 у 42-й ракетній дивізії.